# Aššur-iddin
Aššur-iddin war als Nachfolger seines Vaters Qibi-Aššur Großwesir (akkadisch: sukkallu rabi’u) unter Tukulti-Ninurta I. Er begann seine Karriere im assyrischen Staatsapparat bereits unter dessen Vorgänger Salmānu-ašarēd I. und stieg dann schnell auf. Ihm oblag die Verwaltung der Provinz Ḫanigalbat, die er zunächst von Waššukanni und dann vor allem von der Provinzhauptstadt Dur Katlimmu aus beherrschte. Aus Dur Katlimmu, dem heutigen Tell Schech Hamad in Syrien, stammen auch mehrere seiner auf Tontafeln geschriebenen Dokumente. Er hatte drei Söhne, die ihrerseits auch hohe Positionen im assyrischen Staat einnahmen.